# Коммунистическая партия Исландии
Коммунистическая партия Исландии (КПИ; исл. Kommúnista flokkur Íslands) — коммунистическая партия, действовавшая в Исландии в 1930—1938 годах. Являлась секцией Коминтерна.

## История
В начале 1920-х годов в Социал-демократической партии Исландии (СДПИ) возникла марксистская группа. В ноябре 1922 года группа образовала внутри СДПИ радикальную секцию, названную Ассоциацией молодых коммунистов (исл. Félag ungra kommúnista). К 1924 году коммунистическая группа имела в своих рядах около 450 человек и по решению Коминтерна оставались в составе СДПИ организационно, но с сохранением полной свободы политической агитации и пропаганды. В 1926 году группа входила в состав Социал-демократической ассоциации Спарта.
В ноябре 1930 года коммунистическая группа вышла из состава СДПИ и образовала самостоятельную Коммунистическую партию Исландии. Вскоре партия стала секцией Коминтерна.
В годы мирового экономического кризиса (1929—1933) партия участвовала в борьбе трудящихся Исландии за свои экономические и социальные права.
24—27 октября 1938 года КПИ вместе с вышедшей из СДПИ левой оппозицией (лидеры — Х. Вальдимарссон и С. Сигурхьяртарссон) образовали Единую социалистическую партию Исландии (ЕСПИ, Партия народного единства — Социалистическая партия). Новая партия уже не входила в Коминтерн, однако коммунисты имели в ней доминирующее влияние. Во время Второй мировой войны бывшие члены Компартии из ЕСПИ вошли в состав коалиционного правительства.
В 1956 году ЕСПИ создала с очередным левым отколом от социал-демократов («Эгалитарным обществом») электоральный союз — Народный альянс, в 1968 году преобразованный в левосоциалистическую партию.
В Компартии Исландии состояли многие видные деятели исландской культуры, такие как писатели Халлдор Кильян Лакснесс и Торбергур Тордарсон.

## Участие в выборах
На выборах 1937 года в альтинг КПИ получила 3 мандата.
| Выборы | Кол-во голосов | Кол-во голосов, % | Количество мест | Позиция |
| ------ | -------------- | ----------------- | --------------- | ------- |
| 1931   | 1,165 ▬        | 3.0 ▬             | 0 ▬             | 4-е ▬   |
| 1933   | 2,673.5 ▲      | 7.5 ▲             | 0 ▬             | 4-е ▬   |
| 1934   | 3,098 ▲        | 6.0 ▼             | 0 ▬             | 5-е ▼   |
| 1937   | 4,932.5 ▲      | 8.4 ▲             | 3 ▲             | 4-е ▲   |